# Дубровский сельсовет (Коробовский район)
Дубровский сельсовет — упразднённая административно-территориальная единица, существовавшая на территории Коробовского района Московской области до 1959 года. Административным центром была деревня Дубровка.

## История
Дубровский сельсовет был образован после Октябрьской революции 1917 года в составе Дубровской волости Егорьевского уезда Рязанской губернии. В сельсовет входили деревни Дубровка и Красная Горка.
В 1919 году Дубровский сельсовет в составе Дубровской волости передан из Егорьевского уезда во вновь образованный Спас-Клепиковский район Рязанской губернии. В 1921 году Спас-Клепиковский район был преобразован в Спас-Клепиковский уезд, который в 1924 году был упразднён. После упразднения Спас-Клепиковского уезда Дубровский сельсовет передан в Рязанский уезд Рязанской губернии. В 1925 году произошло укрупнение волостей, в результате которого сельсовет передан в укрупнённую Архангельскую волость. В ходе реформы административно-территориального деления СССР в 1929 году Дубровский сельсовет вошёл в состав Дмитровского района Орехово-Зуевского округа Московской области. В 1930 году округа были упразднены, а Дмитровский район переименован в Коробовский.
В 1939 году в Дубровский сельсовет включена территория упразднённого Самойлиховского сельсовета (деревня Самойлиха).
В 1954 году сельсовету передана территория упразднённого Митрониховского сельсовета (деревни Митрониха, Катчиково, Гришакино и Подлесная).
21 мая 1959 года сельсовет был упразднён, территория была разделена между Харлампеевским (деревни Митрониха, Катчиково, Гришакино и Подлесная) и Середниковским сельсоветом (деревни Дубровка, Красная Горка и Самойлиха).